# 呂号第百五潜水艦
|          |                                                             |
| 艦歴     |                                                             |
| 計画     | 昭和16年度計画（マル臨計画）                                |
| 起工     | 1941年11月19日                                              |
| 進水     | 1942年7月11日                                               |
| 就役     | 1943年3月5日                                                |
| その後   | 1944年5月31日ヘッジホッグ、爆雷により沈没                   |
| 亡失認定 | 1944年6月25日                                               |
| 除籍     | 1944年8月10日                                               |
| 性能諸元 |                                                             |
| 排水量   | 基準：525トン 常備：601トン 水中：782トン                   |
| 全長     | 60.90m                                                      |
| 全幅     | 6.00m                                                       |
| 吃水     | 3.51m                                                       |
| 機関     | 艦本式24号6型ディーゼル2基2軸 水上：1,000馬力 水中：760馬力 |
| 電池     | 1号15型120個                                                |
| 速力     | 水上：14.2kt 水中：8.0kt                                    |
| 航続距離 | 水上：12ktで3,500海里 水中：3ktで60海里                     |
| 燃料     | 重油：50トン                                                |
| 乗員     | 38名                                                        |
| 兵装     | 25mm機銃連装1基2挺 魚雷発射管 艦首4門 53cm魚雷8本           |
| 備考     | 安全潜航深度：75m                                           |

呂号第百五潜水艦（ろごうだいひゃくごせんすいかん）は、日本海軍の潜水艦。呂百型潜水艦（小型）の6番艦。

## 艦歴
1941年（昭和16年）の昭和16年度計画（マル臨計画）により、1941年11月19日、川崎重工業神戸造船所で起工。1942年（昭和17年）7月11日進水。1943年（昭和18年）3月5日に竣工し、二等潜水艦に類別。同日、呉鎮守府籍となり、訓練部隊である呉鎮守府呉潜水戦隊に編入された。
4月1日、呉潜水戦隊は第11潜水戦隊に改編され、第一艦隊所属となる。
6月11日、南東方面艦隊第7潜水戦隊に編入。
16日、呂105は呉を出港し、21日に幌筵に到着。28日、幌筵を出港し、アリューシャン列島方面に向かった。7月3日、アッツ島西方のあ哨戒線に進出。9日に哨戒区域を離れ、12日に幌筵に到着。16日、幌筵を出港し、22日に横須賀に到着して修理を受ける。
8月11日、呂105は横須賀を出港。12日1727、北緯33度30分 東経144度40分 / 北緯33.500度 東経144.667度の南鳥島北西沖を浮上航走中、米潜ターポン(USS Tarpon, SS-175)に発見される。ターポンは潜航し、1801に艦尾魚雷発射管から魚雷2本を発射してきたが、呂105はこれを発見し、回避した。23日、ラバウルに到着。航海中の20日、呂100、呂101、呂104、呂106と共に第51潜水隊を編成する。
9月2日、呂105はラバウルを出港し、サンクリストバル島南方沖に進出。24日、帰還途中、2日前に不時着して漂流していた不時着搭乗員を救助。25日、ラバウルに到着。
10月7日、呂105は輸送物資を積んでラバウルを出港し、スルミに向かう。9日にスルミに到着し、輸送物資を降ろした後出港。11日にラバウルに到着。12日、ラバウル空襲により至近弾を受けるが、損傷は僅かだった。
14日、呂105は輸送物資を積んでラバウルを出港し、スルミに向かう。16日にスルミに到着し、輸送物資を降ろした後出港。18日にラバウルに到着。22日、ラバウルを出港して米機動部隊の捜索を行った。24日、ラバウルに到着。
27日、呂105はろ号作戦の支援のため、ラバウルを出港してモノ島沖に進出。11月2日早朝、呂105は照明弾と砲撃の閃光を視認する。これは、ブーゲンビル島沖海戦によるものだった。夕方、沈没した軽巡洋艦川内、駆逐艦初風の生存者を捜索するが、数人の死体を見つけたのみに終わった。6日夕方、ニューブリテン島南東沖でゴムボートを発見し、搭乗員2名を救助。9日にラバウルに到着。
17日、呂105は輸送物資を積んでラバウルを出港し、スルミに向かう。18日にスルミに到着し、輸送物資を降ろした後出港し、マーカス岬周辺海域を哨戒する。23日、ラバウルに到着。12月6日、陸軍向けの弾薬、食糧、衣類、薬品、計7トン、ゴム製容器入りの海軍向け輸送物資4トン、大発1隻を積んでラバウルを出港し、スルミに向かう。予定より2日遅れの10日にスルミに到着し、輸送物資を降ろした後出港し、マーカス岬周辺海域を哨戒する。20日、ラバウルに到着。
30日、呂105は26日の空中戦で撃墜された一式戦闘機と一〇〇式重爆撃機の搭乗員救助のためラバウルを出港。1944年（昭和19年）1月1日、チョイセル島北方で偵察機が発見した米機動部隊の捜索に向かうが、見つけられなかったため救助任務に戻った。8日、ラバウルに到着。
16日、呂105は輸送物資を積んでラバウルを出港し、スルミに向かう。18日にスルミに到着し、輸送物資を降ろした後出港。20日にラバウルに到着。26日、輸送物資を積んでラバウルを出港し、スルミに向かう。28日にスルミに到着し、輸送物資を降ろした後出港。30日にラバウルに到着。2月12日、輸送物資を積んでラバウルを出港し、スルミに向かう。14日にスルミに到着し、輸送物資を降ろした後出港。17日にラバウルに到着。20日、ラバウルを出港し、トラック南方沖の哨戒を行う。3月8日、トラックに到着。哨戒中の1日、第7潜水戦隊は第六艦隊所属となる。
13日、呂105はトラックを出港し、25日に佐世保に到着して整備を受ける。
5月7日、呂105は佐世保を出港し、14日にサイパンに到着。
17日、呂105はあ号作戦のためにナ散開線に向かうべくサイパンを出港していくのを最後に消息不明。
アメリカ側の記録によると、18日、米軍はナ散開線の存在を暗号解読により認識したため、米護衛駆逐艦イングランド(USS England, DE-635)、ジョージ(USS George, DE-697)、ラビー(USS Raby, DE-698)の3隻からなる対潜部隊が向かった。3隻は伊16、呂104、呂106、呂108、呂116を撃沈したが、弾薬が底をつきかけていたので27日にマヌス島ゼーアドラー湾に一旦帰投。その代わり、米護衛空母ホガット・ベイ(USS Hoggatt Bay, CVE-75)、駆逐艦ヘイゼルウッド(USS Hazelwood, DD-531)、マッコード(USS McCord, DD-534)、護衛駆逐艦スパングラー(USS Spangler, DE-696)が対潜哨戒を行うこととなった。また、弾薬を補給したラビーとジョージ、イングランドもこの部隊に加わった。30日0144、南太平洋でヘイゼルウッドが14km先の光点をレーダーで探知。0153、光点が消えたことから潜水艦だと判断したヘイゼルウッドは潜水艦をソナー探知し、爆雷攻撃を行う。0310、潜水艦は空気を取入れるために浮上し、ジョージとラビーはすぐに発見した。だが潜水艦は2隻の護衛駆逐艦のちょうど中間地点にいたため、ラビーもジョージも互いを誤射する危険から潜水艦が潜水するまでの5分間、一発も発射することができなかった。0435にはラビーとジョージがヘッジホッグ攻撃を行い、ジョージが潜水艦に3発を命中させたと判断したが、潜水艦を撃沈できなかった。イングランドは、「戦果の独り占めはよくない」と事実上の攻撃を控えているようにとの命令が出されていたが、僚艦の不甲斐なさにイングランドへの禁令は解かれた。31日0500、スパングラーとイングランドが合流。スパングラーが潜水艦をソナー探知してヘッジホッグ攻撃を行ったが、全て外れた。0729、イングランドは潜水艦をソナー探知し、ヘッジホッグ24発を投下。投下後、複数の水中爆発音を聴取し、潜水艦を撃沈した。2時間後、部隊は攻撃地点の457m以内の範囲で重油が漂うのを確認し、いくつかの木製甲板の破片、コルク栓3つ、石鹸等潜水艦のものと思われる破片を回収した。これが呂105の最期の瞬間であり、第51潜水隊司令の加藤良之助大佐、艦長の井上順一大尉以下乗員55名全員戦死。呂105はイングランドが撃沈した6隻目の潜水艦であった。沈没地点はアドミラルティ諸島北方沖、北緯00度47分 東経149度56分 / 北緯0.783度 東経149.933度。
6月25日、アドミラルティ諸島北方で亡失と認定され、8月10日に除籍された。

## 歴代艦長

### 艤装員長
- 不詳

### 艦長
- 大場佐一 大尉：1943年3月25日 - 1944年1月20日[9]
- 井上順一 大尉：1944年1月20日 - 5月31日戦死[9]